# Czas pionierów
Czas pionierów (ros. Время первых, Wriemia pierwych) – rosyjski film historyczny z 2017 roku przedstawiający fabularyzowaną historię pierwszego spaceru kosmicznego, wykonanego w 1965 roku z udziałem Aleksieja Leonowa i Pawła Bielajewa.

## Fabuła
Akcja filmu rozgrywa się w ZSRR w pierwszej połowie lat 60. XX wieku, w czasach Zimnej wojny i wyścigu kosmicznego pomiędzy ZSRR a USA. Rosjanie planują wysłanie w kosmos ludzi z misją odbycia pierwszego w historii spaceru kosmicznego. Mimo niewyjaśnionej katastrofy statku testowego na dwa tygodnie przed planowanym startem, wierchuszka decyduje się wykonać misję, aby wyprzedzić analogiczne plany Amerykanów i lot Gemini 4. W pełną niebezpieczeństw i problemów misję lecą Pawieł Bielajew – pilot wojskowy, oraz Aleksiej Leonow – kosmonauta. Film oparty jest na autentycznych wydarzeniach misji Woschod 2.

## Obsada
W filmie wystąpili:
| Postać            | Aktor                 |
| ----------------- | --------------------- |
| Aleksiej Leonow   | Jewgienij Mironow     |
| Pawieł Bielajew   | Konstantin Chabienski |
| Siergiej Korolow  | Władimir Iljin        |
| Nikołaj Kamanin   | Anatolij Kotieniow    |
| Swietłana Leonowa | Aleksandra Ursulak    |
| Tatjana Bielajewa | Jelena Panowa         |
| Wiktorija Leonowa | Marta Timofiejewa     |
| Gierman Titow     | Aleksiej Morozow      |